# Хачатрян, Вардан Ваганович
Вардан Ваганович Хачатрян (арм. Վարդան Վահանի Խաչատրյան, 28 июня 1960, Гюмри) — депутат парламента Армении.
- 1978—1983 — философический факультет Ереванского государственного университета. Философ, социолог.
- 1988—1992 — заместитель директора по учебной части в центре республиканского религоведения.
- С 1990 — преподаватель на кафедре религоведения Ереванского государственного университета.
- 1999—2005 — председатель «Союз интеллектуалов» республиканского религоведения.
- 2000—2005 — председатель блока «Социальные силы и союз интеллектуалов».
- 12 мая 2007 — избран депутатом парламента. Член постоянной комиссии по обороне, национальной безопасности и внутренним делам. Член партии «Наследие».
- 2009 — Был исключен из партии «Наследие».